# В глубине
«В глубине» (англ. Deeply) — фильм-драма 2000 года совместного производства Канады и Германии, снятая режиссёром Шери Элвуд по собственному сценарию. Главную роль сыграла Кирстен Данст.

## Сюжет
Древняя легенда викингов гласит, что раз в полвека рыба покидает воды острова, обрекая жителей на голодную смерть, и только муки влюблённой души способны спасти рыбаков…
На пустынный канадский островок вместе со своей матерью приезжает юная Клэр (Джулия Брендлер), пережившая личную драму — девушка попала в автокатастрофу, в которой погиб её возлюбленный. Клэр не может найти ни с кем общий язык. Она лишь молчаливо скитается по острову и, таким образом, находит дом пожилой эксцентричной писательницы Силии (Линн Редгрейв), рассказавшей о молодой девушке (Кирстен Данст), жившей на острове, и не верившей в проклятье. Силли, так её звали, решила раскрыть тайну пророчества, не подозревая о нависшей над ней и её возлюбленным Джеймсом (Трент Форд) опасности…

## Создатели

### В ролях
| Актёр            | Роль           |
| ---------------- | -------------- |
| Джулия Брендлер  | Клэр           |
| Кирстен Данст    | Силли          |
| Линн Редгрейв    | Силия          |
| Трент Форд       | Джеймс         |
| Брент Карвер     | Портер         |
| Альберта Ватсон  | Фиона МакКей   |
| Питер Дональдсон | Доктор Стоун   |
| Тара Рослинг     | Роуз           |
| Энтони Хиггинс   | Адмирал Криггс |
| Даниэль Брюль    | Джей           |

### Съёмочная группа
- Режиссёр и автор сценария: Шери Элвуд
- Композитор: Микки Мьюзер
- Продюсеры: Карен Арикян, Кэролайн Белл
- Оператор: Себастиан Эдшмидт

## Факты
- Бюджет — $10 млн.

- Слоган картины: «All of life is salt water … tears, sweat and the sea» — цитата поэта Дилана Томаса.

- Съёмки картины проходили в Берлине в Германии, а также на островах Новой Шотландии — Ironbound Island и South Shore — в Канаде.

- Фильм снят компаниями Bellwood Stories, TiMe Film- und TV-Produktions GmbH и VIP Babelsberger Filmproduktion GmbH & Co. KG; спецэффекты — Effectory GmbH. Съёмки под водой — Watervisions.

- Мировая премьера фильма — 11 сентября 2000 года.

## Deeply. Score by Micki Meuser
Дата выпуска: 6 сентября 2004 года.
К сожалению, саундтрек не был выпущен, за исключением некоторых стран (например, в Германии), где DVD-издание фильма включало в себя CD с саундтреком. Издание фильма вышло ограниченным тиражом в 3 000 копий. Повторяющимся мотивом, а также композиция, которую в финале картины играет на скрипке Клэр — «Адажио» из «Концерта для виолончели гобоя в До миноре» (BWV 1060R) Иогана Себастьянна Баха.
1. Approaching The Island / Ironbound (04:56)
2. Work At The Fishplant (01:53)
3. The Shadows / Rose’s Theme (02:21)
4. Ironbound (03:58)
5. The Blue House (02:49)
6. The Viking Myth (02:10)
7. The Island Deserted (01:28)
8. Rose’s Funeral (00:47)
9. A Celtic Hymn (01:41)
10. The Shadows (01:41)
11. The Arrival (02:49)
12. Longing For The Sea (02:12)
13. The Tent (01:32)
14. The Curse (00:59)
15. The Departure (01:46)
16. The Shadows (01:07)
17. Race To The Lighthouse (01:44)
18. The Cemetery (02:15)
19. Rose’s Theme (01:01)
20. Fate’s Fortune / Ironbound (05:01)
21. Claire’s Violin (03:36)
22. Deeply In Love (3:55)

## Награды

### Премии
Sudbury Cinéfest (2000): Best Ontario Feature (Sheri Elwood)

### Номинации
Genie Awards (2002):
- Best Achievement in Art Direction/Production Design (William Fleming и Shelley Nieder)
- Best Achievement in Cinematography (Sebastian Edschmid)
- Best Achievement in Editing (Jon Gregory)